# Aneogmena lucifera
Aneogmena lucifera là một loài ruồi trong họ Tachinidae.